# Alyssa Edwards
Justin Dwayne Lee Johnson, plus connu sous le nom de scène Alyssa Edwards, est une drag queen américaine, principalement connue pour sa participation à la cinquième saison de RuPaul's Drag Race, la deuxième saison de RuPaul's Drag Race All Stars et la première saison de RuPaul's Drag Race: Global All Stars.

## Jeunesse et éducation
Justin Dwayne Lee Johnson naît le 16 janvier 1980 à Mesquite, au Texas, aux États-Unis, et grandit dans une famille ouvrière de sept enfants. Il décrit sa mère comme « le vent sous ses ailes » et son père comme « très, très masculin ». Grâce à son oncle homosexuel, il intègre une école de danse jazz.
Ses parents divorcent alors que Justin Johnson est au lycée. Après son diplôme, il intègre le Ranger College avant d'être transféré à l'Université du Nord du Texas, où il découvre son homosexualité et le drag.

## Carrière
Justin Johnson choisit le nom de scène Alyssa Edwards en hommage à Alyssa Milano et la série télévisée Madame est servie : son nom de famille lui est donné par sa drag mother, Laken Edwards,.
En 2008, Alyssa Edwards apparaît dans le documentaire Pageant, se concentrant sur l'édition 2006 du concours de beauté de drag queens Miss Gay America. En 2010, elle remporte le titre avant qu'il ne lui soit enlevé et remis à Coco Montrese, sa première dauphine, pour conflits de programmation.
Le 19 novembre 2012, Alyssa Edwards est annoncée comme l'une des quatorze candidates de la cinquième saison de RuPaul's Drag Race, aux côtés de sa première dauphine et rivale Coco Montrese, où elle finit en sixième place,,.
En 2013, World of Wonder produit sa mini-série Alyssa's Secret, diffusée de 2013 à 2017, puis à partir de 2023.
Elle est l'une des treize drag queens apparaissant lors de la performance de Miley Cyrus aux MTV Video Music Awards 2015.
Le 17 juin 2016, Alyssa Edwards est annoncé comme l'une des dix candidates de la deuxième saison de RuPaul's Drag Race All Stars, où elle finit en cinquième place,.
Elle fait de nombreuses apparitions dans la franchise Drag Race : en tant que chorégraphe lors de la dixième saison de RuPaul's Drag Race, en tant que coach de défilé lors de la onzième saison de RuPaul's Drag Race et en tant que Lip Sync Assassin face à Shea Couleé lors de la cinquième saison de RuPaul's Drag Race All Stars,,.
En juin 2019, le magazine New York la place cinquième des « 100 drag queens les plus puissantes des États-Unis ».
En 2021, elle apparaît lors de la seizième saison d'America's Got Talent pour l'audition de membres de son école de danse.
En 2024, Alyssa Edwards est annoncée comme l'une des douze candidates de la première saison de RuPaul's Drag Race: Global All Stars, qu'elle remporte,.

## Filmographie

### Cinéma
- 2008 : Pageant : elle-même
- 2016 : Hurricane Bianca : Ambrosia Salad
- 2018 : Hurricane Bianca: From Russia with Love : Ambrosia Salad
- 2020 : The Queens : elle-même

### Télévision
- 2010 : My Life as Liz : elle-même (invitée, saison 1, épisode 3)
- 2013 :
  - RuPaul's Drag Race : elle-même (candidate, saison 5, 6e place)
  - RuPaul's Drag Race: Untucked! : elle-même
- 2015 : Skin Wars : elle-même (invitée, 2 épisodes)
- 2016 :
  - RuPaul's Drag Race All Stars : elle-même (candidate, saison 2, 5e place)
  - Gay for Play Game Show Starring RuPaul : elle-même (invitée, 2 épisodes)
  - Watch What Happens Live with Andy Cohen : elle-même (invitée)
- 2018 :
  - RuPaul's Drag Race : elle-même (invitée, saison 10, épisode 2)
  - Dancing Queen : elle-même (8 épisodes)
- 2019 :
  - RuPaul's Drag Race : elle-même (invitée, saison 11, épisode 7)
  - The Bachelorette : elle-même (invitée, saison 15, épisode 2)
- 2020 :
  - RuPaul's Secret Celebrity Drag Race : elle-même (mentor, 2 épisodes)
  - RuPaul's Drag Race All Stars : elle-même (invitée, saison 5, épisode 2)
  - RuPaul's Drag Race All Stars: Untucked! : elle-même
  - Ma maison de Star : elle-même (invitée, saison 2, épisode 4)
- 2021 : America's Got Talent : elle-même
- 2024 :
  - The GOAT : elle-même (candidate, saison 1, 9e place)
  - RuPaul's Drag Race: Global All Stars : elle-même (candidate, saison 1, 1re place)
  - Drag Race España : elle-même (invitée, saison 4, épisode 12)